# Virgen de Lluc (Palma de Mallorca)
Virgen de Lluc (en catalán Verge de Lluc o Mare de Déu de Lluc) es un barrio situado en el Distrito Levante de Palma de Mallorca, Islas Baleares, España. Está delimitado por los barrios de Son Rullán por el oeste, con Son Cladera por el norte, con El Vivero por el sur y con el término municipal de Marrachí por el este. Contaba con una población de 1.862 habitantes en 2018.
El 10 de junio de 1954 se constituyó el Patronato Virgen de Lluc para la construcción de viviendas protegidas, promovido por el Obispado de Mallorca. Tres años más tarde, el 2 de abril de 1957, se hizo la bendición solemne del grupo de viviendas, promovido por la Obra Sindical del Hogar.
El barrio está formado por un conjunto de bloques de pisos de protección oficial. Fue diseñado por el arquitecto Antonio Roca Cabanellas y toma el nombre de la Virgen de Lluc, patrona de Mallorca. Cuenta con una estación de tren, llamada Estación de Virgen de Lluc.